# HUSS Park Attractions
HUSS Park Attractions GmbH (eerder HUSS Maschinenfabrik GmbH & Co. KG), is een Duits bedrijf dat attracties bouwt voor kermissen en pretparken. Het hoofdkantoor is gevestigd in de plaats Bremen, Duitsland.
HUSS Park Attractions bouwt geen achtbanen maar voornamelijk spin 'n puke attracties.

## Geschiedenis
Huss werd in 1919 opgericht in Bremen en bouwde oorspronkelijk scheepsonderdelen. Het bedrijf begon pas in 1969 kermisattracties te maken. In 2006 stopte het bedrijf met de productie van niet-attractiegerelateerde producten. Door insolventie ging het bedrijf in 2006 ten onder. Na een mislukte overname door Krupp Stahlbau Hannover werd HUSS Park Attractions GmbH opgericht met behulp van een groep investeerders en de Hongaarse fabriek Huss Gépgyár Kft.

## Typen attracties
- Airboat
- Ben Hur (wordt niet meer geproduceerd)
- Booster
- Breakdance
  - Breakdance 2
  - Breakdance 3 Een Breakdance gebouwd 
door HUSS Park Attractions.
  - Breakdance 4/Rodeo
- Condor
- Delirium

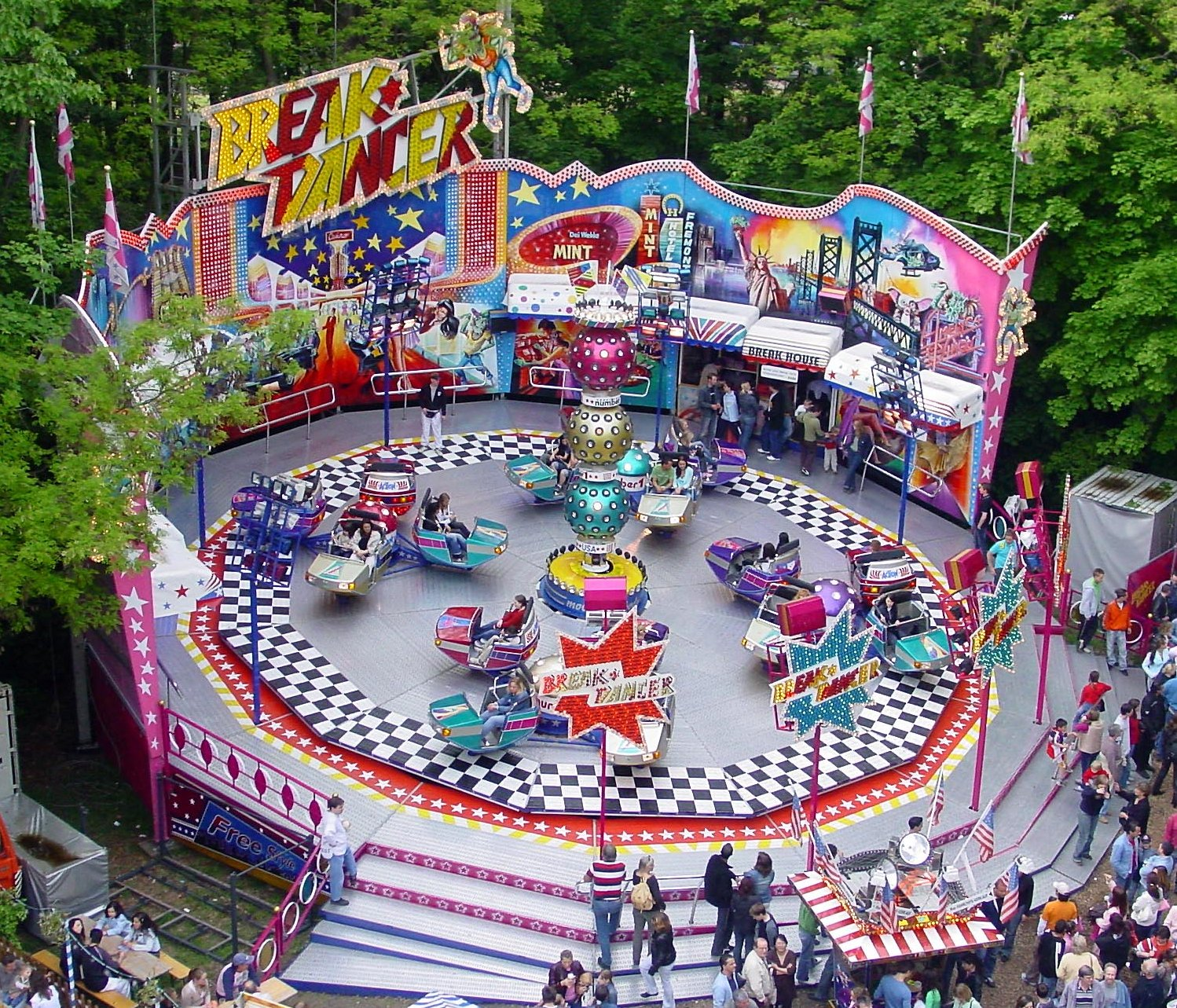
Een Breakdance gebouwd
door HUSS Park Attractions.

- Disco-Round (wordt niet meer geproduceerd)
- Enterprise
  - Skylab (een extra grote Enterprise, wordt niet meer geproduceerd)
  - Fly Away
- Megadance
  - Flic Flac
- Flipper
  - Suspended Flipper
- Fly Willy
- Frisbee Spinning Vibe in Walibi Holland
is een attractie van het type Magic.
  - Giant Frisbee
  - Giant Frisbee 55
  - Frisbee
  - Frisbee XL
- Jump
  - Jump2
- King Kong

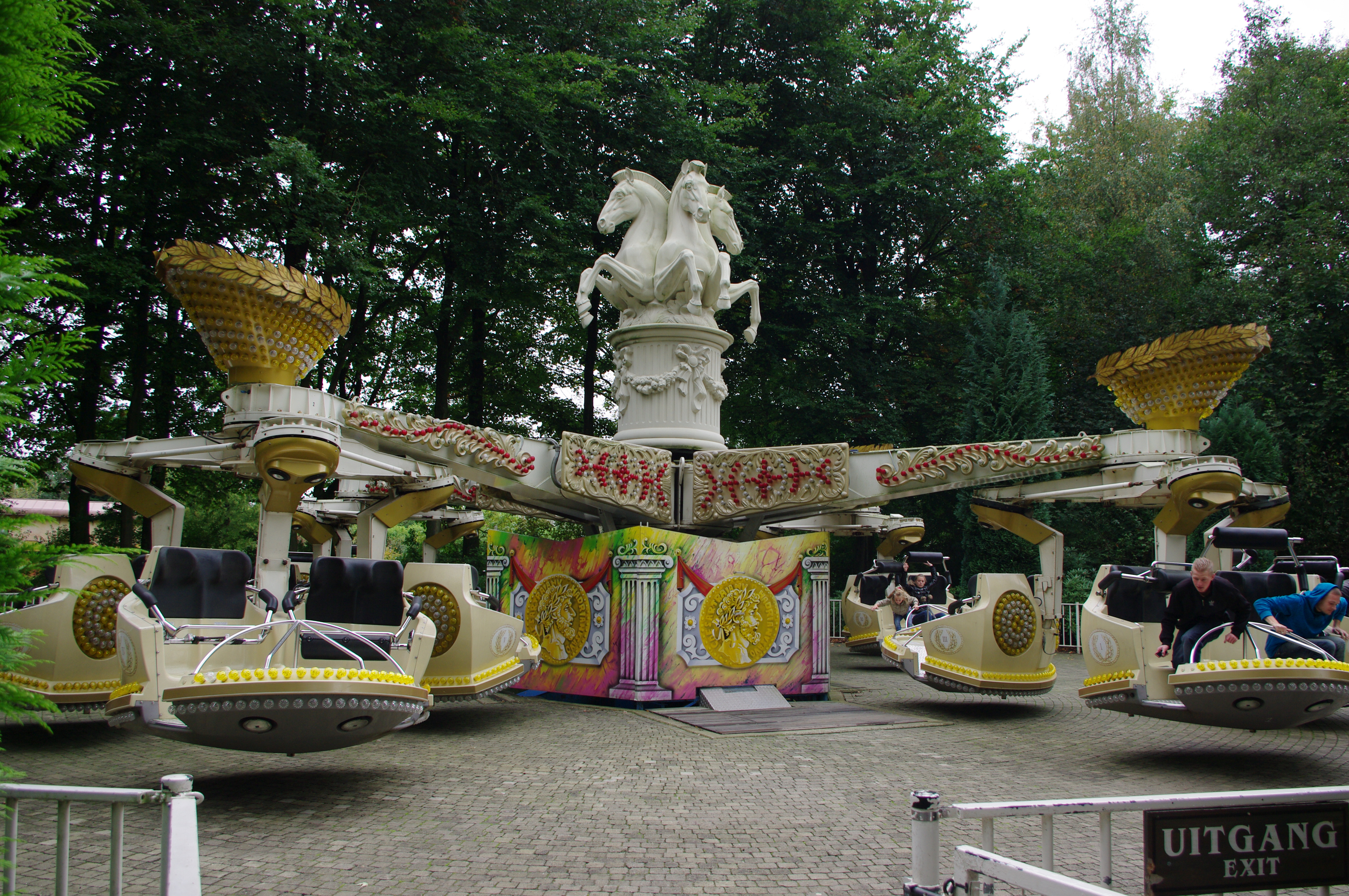
Spinning Vibe in Walibi Holland
is een attractie van het type Magic.

- Magic (wordt niet meer geproduceerd)
- Ocean Motion
- Pirate Ship
- Ranger (wordt niet meer geproduceerd)
- Rainbow (wordt niet meer geproduceerd)
- Shot'N Drop
  - Shot'N Drop MAXI
- Sky Tower
- Speedy (wordt niet meer geproduceerd)
- Swing Around
- Topspin
  - Suspended TopSpin
  - Giant TopSpin
- Take Off (wordt niet meer geproduceerd)
- Topple Tower
- Tri Star (wordt niet meer geproduceerd)
- Troika (wordt niet meer geproduceerd)
- UFO (wordt niet meer geproduceerd)
- BeeBee
- Swing Around
- Tasmanian Devil
- Land of the Giants